# Bella Santiago
Bella Santiago, pseudonimo di Resciebelle Barrios Santiago (Dasmariñas, 1º dicembre 1989), è una cantante filippina naturalizzata rumena.
Nel 2016, ha partecipato alla sesta edizione di Românii au talent, versione rumena di Got Talent, dove si è classificata seconda, per poi vincere nel 2018 l'ottava edizione di X Factor Romania portandola al successo nazionale.

## Carriera
Nata nella città di Dasmariñas, Santiago è stata cresciuta da sua nonna, dopo che suo padre è morto quando lei aveva un anno e sua madre ha lasciato il paese a cercare fortuna per la famiglia. Ha iniziato a cantare a 12 anni, per poi cominciare ad esibirsi in vari locali di Manila e partecipare a vari programmi musicali locali come il Pinoy Pop Superstar ed il Tawag ng Tanghalan. Prima di trasferirsi in Romania, Santiago ha lavorato anche in Malaysia e Taiwan.
Nel 2016, si è presentata alle audizioni della sesta edizione di Românii au talent. Riesce a raggiungere la serata finale del programma, dove arriverà seconda dietro alla soprano Laura Bretan. Dopo la competizione, ha firmato un contratto con la Cat Music, con la quale ha pubblicato il suo singolo di debutto Unpredictable.
Nel 2017, Santiago ha iniziato ad esibirsi con i Jukebox rilasciando i singoli Vocea ta, Auzi cum bate e Sugar Gumalaw. Con Auzi cum bate, il gruppo prende parte a Selecția Națională 2018, processo di selezione nazionale per l'Eurovision Song Contest. Dopo aver superato le semifinali, il gruppo raggiunge la finale dove si classificano quarti.
Verso la fine del 2018, prende parte all'ottava edizione di X Factor Romania. Dopo aver superato le audizioni è entrata a far parte della categoria "over" capitanata da Delia Matache. Riesce ad accedere prima alla fase Live del programma, e poi direttamente alla serata finale, dove viene proclamata vincitrice.
Nel 2019, è stata annunciata la partecipazione dell'artista a Selecția Națională 2019, tramite wildcard imposta dall'emittente rumena TVR. La Santiago ha superato la prima semifinale della manifestazione con il suo brano Army of Love. Durante la serata finale del programma, si classica terza dietro a Laura Bretan e Ester Peony.

## Vita privata
Nel 2016, si è trasferita a Bucarest per vivere con il suo ragazzo rumeno Nicolae Ionuț Grigorie. Si sono conosciuti in Malaysia, e si sono sposati verso la fine del 2018. Santiago ha una figlia da una precedente relazione; né lei né sua figlia sono in contatto con il padre biologico.

## Discografia

### Singoli
- 2017 – Unpredictable
- 2018 – Vocea ta (feat. Jukebox)
- 2018 – Auzi cum bate (feat. Jukebox)
- 2018 – Sugar Gumalaw (feat. Jukebox)
- 2019 – Army of Love